# Système d’information pour le suivi des victimes
Le système d'information pour le suivi des victimes (SI-VIC) est un système d’information pour le suivi des victimes d’attentats et de situations sanitaires exceptionnelles mis en œuvre à la suite des attentats du 13 novembre 2015 en France. Ce projet est initié par la direction générale de la Santé (DGS), dont la maitrise d’ouvrage déléguée est confiée à l'ASIP Santé. Le site web SI-VIC est ouvert dans une première version, dès juin 2016, à des utilisateurs identifiés dans les différentes entités : établissement de santé (ES), SAMU, cellules d’urgences médico-psychologiques (CUMP) et agences régionales de santé (ARS).

## Historique
Plus de 350 événements réels ont été créés dans le SI-VIC parmi lesquels :
- Pandémie de Covid-19 en France
- Attaque du 12 mai 2018 à Paris
- Attaques du 23 mars 2018 à Carcassonne et Trèbes
- Explosion à l'usine Saipol
- Attaque par arme blanche à la gare Saint-Charles de Marseille
- Ouragan Irma en Guadeloupe
- Attentats du 13 novembre 2015 en France